# Herent (Brabancja Flamandzka)
Herent – miejscowość i gmina (gemeente) w Belgii, w Regionie Flamandzkim, w prowincji Brabancja Flamandzka, w okręgu Leuven. 1 stycznia 2024 roku liczyła 23 007 mieszkańców.

## Podział administracyjny
W skład gminy wchodzą dwie dzielnice (deelgemeente):
- Veltem-Beisem
- Winksele

## Demografia
- Źródła: NIS, od 1806 do 1981= według spisu; od 1990 liczba ludności w dniu 1 stycznia

1 stycznia 2024 całkowita populacja Herent liczyła 23 007 osób. Łączna powierzchnia gminy wynosi 32,74  km², co daje gęstość zaludnienia 703 mieszkańców na km².

## Współpraca
Miejscowości partnerskie:
- Nimlaha'kok, Gwatemala
- Nimlasachal, Gwatemala